# Vladimir Poliakoff
Vladimir Poliakoff ( en ruso: Владимир Абрамович Поляков  ) nacido en 1864 en Odessa, Imperio Ruso ; fallecido el 10 de mayo de 1939 en París ) fue un judío ruso, fundador del diario parisino en alemán Pariser Tageblatt.

## Vida y obra

### Origen y actividades en Rusia
Vladimir Polyakov provenía de una familia judía de Odessa. El padre, Abram Gerschkowitsch, tenía una fábrica de dulces. Vladimir se convirtió en director general del diario Odesskije Novosti ( Odessa News ).
Luego se trasladó a San Petersburgo, donde se convirtió en director general de la agencia de publicidad de Ludwig y Ernst Metzl, L. & E. Metzl. Éste comercializaba principalmente secciones publicitarias en los periódicos y era el mayor de este tipo en Rusia. Desde 1907 publicó el diario Sovremennoje en San Petersburgo. En 1918, después de la Revolución de Octubre, la familia se trasladó a su ciudad natal de Odessa. Allí su hermano Alexander Polyanov trabajó como editor en Odesskije Novosti ( Odessa News ).

### Emigrante en Berlín y París
En 1920 la familia emigró a París y en 1921 a Berlín. donde probablemente dirigió la sucursal de L. & E. Metzl.
En 1924 se trasladaron de nuevo a París. Allí, Vladimir era copropietario con Grodzinski de la Publicité Metzl, que organizaba secciones publicitarias en varios periódicos, como Poslednije nowosti y la Neue Pariser Zeitung. También participó en la edición de diversas publicaciones, como la revista de arte Jar Ptiza ( Жар-птица ) y el diario yiddish Paris Haynt.

### Editor delPariser Tageblatt
A finales de 1933, a petición de los periodistas alemanes, Poliakoff se convirtió en redactor del nuevo Pariser Tageblatt. Éste se convirtió rápidamente en el diario más importante para los emigrantes de habla alemana en Francia. En ocasiones había opiniones diferentes sobre el diseño del diario entre Poliakoff y el equipo editorial. Políticamente, él era moderadamente liberal y tenía una fuerte aversión a las orientaciones comunistas por razón de sus experiencias en Rusia, en cambio el equipo editorial era mucho más liberal, en parte cercano al KPD. Aparte de eso, el pago de los salarios se retrasó varias veces, algo de vital importancia para los emigrantes. Poliakoff daba más atención al aspecto comercial y quería que el diario tuviera una orientación judía algo más fuerte.
En junio de 1936 se negó a prorrogar el contrato al editor jefe Georg Bernhard y, al poco tiempo, después de haber estado ausente de París por un viaje a los EEUU recibió un telegrama con la noticia de que el 11 de junio de 1936, la primera página del diario afirmaba que Vladimir Poliakoff quería, en el futuro tener financiación de los empleados de la embajada alemana en París, que de ser verdad le convertía en un órgano de la política alemana. Los argumentos publicados en los siguientes números con la justificación de Poliakoff se vieron obstaculizados, alguien entró en la redacción y le robaron el expediente de suscriptores. Su nuevo redactor jefe, Lewinsohn, fue golpeado en la calle y gravemente herido. El 12 de junio, sus anteriores empleados empezaron a publicar el nuevo Diario de París. Poliakoff tuvo que cerrar el Pariser Tageblatt el 14 de junio porque la mayoría de lectores creyeron las denuncias.
Poliakoff demandó a los acusadores ante un tribunal de honor judío y otros tribunales, demostrando que tenía razón. Sin embargo, su reputación quedó muy dañada, enfermó y murió el 10 de mayo de 1939 a los 75 años.

### Matrimonio y descendencia
Vladimir Poliakoff estaba casado, un hijo suyo, Léon Poliakov, fue un importante investigador y escritor en el campo del Holocausto y el antisemitismo.